# 建丰街道
建丰街道，是中华人民共和国辽宁省营口市站前区下辖的一个乡镇级行政单位。

## 行政区划
建丰街道下辖以下地区：
兴盛社区、怡园社区、丰收社区、奥林社区、学府园社区、南湖社区、红旗社区、二道社区、白庙子社区和新南湖社区。